# Metalepsis (stijlfiguur)
Een metalepsis of verwisseling is een stijlfiguur waarbij de oorzaak van een gebeurtenis wordt beschreven door middel van het gevolg.
Voorbeelden:
- Hij stond met zijn mond vol tanden. ← Hij wist niets te zeggen.
- Hij ziet het gras van onderen. ← Hij is dood.